# Акачан
Акачан — река в Хабаровском крае, Россия, правый приток Юдомы. Длина реки — 135 км (от истока Бурганджи — 164 км), площадь водосборного бассейна — 4290 км².
Акачан образуется слиянием рек Капитон и Брус на высоте более 800 м над уровня моря на севере Юдомо-Майского нагорья в северо-западной части Охотского района. На всём своём протяжении преимущественно течёт на юг в межгорной долине. В верховьях встречаются наледи и наледные поляны. Впадает в Юдому слева на высоте менее 514 м над уровнем моря. Ширина русла в низовьях — до 140 м при глубине 1,3 м, скорость течения — 1,3 м/с.

## Основные притоки
Указаны поименованные притоки длиной 30 км и более
| Название  | Расстояние от устья | Длина | Положение |
| --------- | ------------------- | ----- | --------- |
| Эльгачан  | 48                  | 32    | правый    |
| Эльганджа | 52                  | 36    | правый    |
| От-Юрэх   | 99                  | 43    | левый     |
| Бурганджа | 124                 | 42    | правый    |

## Данные водного реестра
По данным государственного водного реестра России относится к Ленскому бассейновому округу, речной бассейн реки — Лена, речной подбассейн реки — Алдан, водохозяйственный участок реки — Мая от водомерного поста села Аим до устья.
Код объекта в государственном водном реестре — 18030600612117300034455.